# Jack Ely
Jack Ely, född 11 september 1943 i Portland, Oregon, död 27 april 2015 i Terrebonne, Oregon, var en amerikansk sångare och gitarrist i The Kingsmen som han var med om att grunda 1959.